# Arkadiusz Iwaniak
Arkadiusz Iwaniak (ur. 29 stycznia 1974 w Płocku) – polski polityk i samorządowiec, poseł na Sejm IX kadencji.

## Życiorys
Uzyskał licencjat w Wyższej Szkole Turystyki i Rekreacji, a w 2001 magisterium z ekonomii w Prywatnej Wyższej Szkole Biznesu i Administracji. Pracował w zakładzie energetycznym w Płocku, później w Miejskim Zespole Obiektów Sportowych, był m.in. kierownikiem stadionu miejskiego. Był też kierownikiem działów w przedsiębiorstwie Orlen Ochrona. W 2009 zajął się prowadzeniem własnej działalności gospodarczej w branży pośrednictwa pracy i gastronomicznej.
W 1997 wstąpił do Socjaldemokracji RP, od 1999 członek Sojuszu Lewicy Demokratycznej. W 2004, po śmierci Stanisława Nawrockiego, zasiadł w radzie miejskiej Płocka, wybierany na następne kadencje w 2006 i 2010. W wyborach w 2007 kandydował w senackim okręgu nr 15 (zajął 5. miejsce na 7 kandydatów). W 2011 z listy SLD startował do Sejmu, a w 2014 bezskutecznie ubiegał się o miejską prezydenturę, nie odnowił wówczas mandatu radnego. W 2016 prezydent Łodzi Hanna Zdanowska powołała go do rady nadzorczej łódzkiego Miejskiego Przedsiębiorstwa Komunikacyjnego. Był przewodniczącym miejskich struktur SLD, a w 2016 został przewodniczącym partii w województwie mazowieckim.
W wyborach parlamentarnych w 2019 kandydował do Sejmu z pierwszego miejsca na liście SLD w okręgu nr 16 (Płock). Uzyskał mandat posła IX kadencji, otrzymując 15 098 głosów. W Sejmie został członkiem Komisji do Spraw Unii Europejskiej oraz Komisji Kultury Fizycznej, Sportu i Turystyki. W październiku 2021 wybrany na wiceprzewodniczącego Nowej Lewicy. W wyborach w 2023 bez powodzenia ubiegał się o poselską reelekcję w okręgu podwarszawskim.